# Лихачёв, Василий Николаевич
Васи́лий Никола́евич Лихачёв (5 января 1952, Горький, РСФСР, СССР — 8 апреля 2019) — советский и российский государственный деятель, вице-президент Республики Татарстан (1991—1995), председатель Государственного совета Республики Татарстан (1995—1998), депутат Государственной Думы Федерального Собрания Российской Федерации VI созыва от Коммунистической партии Российской Федерации, член Центральной избирательной комиссии РФ (2016—2018).

## Биография
Родился 5 января 1952 года в Нижнем Новгороде.

### Образование
В 1975 году окончил юридический факультет Казанского государственного университета, прошёл обучение в аспирантуре.

### Преподавательская деятельность
В 1978—1988 годах — доцент Казанского государственного университета, в 1982—1983 годах — преподаватель Национальной школы права Республики Гвинея-Бисау, в 1987—1988 годах — преподаватель Университета Республики Мадагаскар.

### Политическая карьера
В 1988—1990 годах — заведующий государственно-правовым отделом Татарского обкома КПСС, в 1990—1991 годах — председатель Комитета конституционного надзора Татарской ССР, в 1991—1995 годах — вице-президент Республики Татарстан.
В 1995—1998 годах — председатель Государственного Совета Республики Татарстан первого созыва и заместитель председателя Совета Федерации Федерального Собрания Российской Федерации. Член российской делегации в Парламентской ассамблее и Конгрессе местных и региональных властей Совета Европы.
В 1998—2003 годах — постоянный представитель России при Европейские сообщества (Брюссель), с 1999 года — чрезвычайный и полномочный посол.
В 2004—2010 годах — представитель в Совете Федерации от Народного собрания Республики Ингушетия. Заместитель председателя Комитета Совета Федерации по международным делам, член Комиссии по методологии реализации конституционных полномочий Совета Федерации, член Комиссии Совета Федерации по информационной политике.
В 2010—2011 годах — заместитель министра юстиции Российской Федерации.
С 2011 по 2016 год — депутат Государственной Думы Федерального Собрания Российской Федерации VI созыва.
С 3 марта 2016 года указом президента России вошёл в состав Центральной избирательной комиссии. в связи с этим сложил полномочия депутата Госдумы (мандат перешёл Олегу Киму). Координировал проведение выборов за рубежом, взаимодействие ЦИК России с Министерством иностранных дел Российской Федерации, Россотрудничеством, пограничными службами, Ростуризмом. 13 сентября 2018 года подал в отставку, а 22 сентября освобождён от обязанностей члена Центральной избирательной комиссии досрочно указом президента России Владимира Путина. Официальной причины его ухода из Центризбиркома не установлено, но агентство РБК со ссылкой на источники в Кремле и ЦИК сообщили, что Лихачёв подал в отставку из-за разногласий с председателем ЦИК Эллой Памфиловой.

### Смерть
Умер после длительной болезни. Похоронен на Арском кладбище Казани.

### Семья
Был женат. Супруга — Наиля Иматовна Лихачёва (род. 1951), работала помощником прокурора Татарстана. Две дочери: Ильнара (род. 1978) и Рената (род. 1982).

#### Родственники
- двоюродный дед по отцовской линии Пётр Тимофеевич Лихачёв (1906—1942) — Герой Советского Союза[11][12].

## Звания
Имел следующие звания:
- Член-корреспондент Академии наук Республики Татарстан;
- Академик РАЕН;
- Член Наблюдательной комиссии при президенте Российской Федерации по соблюдению конституционных прав и свобод граждан;
- Член Российского организационного комитета по делам ветеранов при Правительстве Российской Федерации;
- Доктор юридических наук, профессор.

Опубликовал более 600 научных работ, в том числе 10 монографий по вопросам международного и государственного права. Владел французским, английским, португальским языками.

## Награды
Был награжден знаками отличия: 
- Орден «За заслуги перед Отечеством» IV степени (11 января 2007) — за активное участие в законотворческой деятельности и многолетнюю добросовестную работу[13].
- Орден Почёта (27 декабря 1996) — за заслуги перед государством, большой вклад в развитие и укрепление российской государственности[14].
- Орден Дружбы (1 марта 2017) — за активное участие в общественно-политической жизни российского общества[15].
- Почётный работник Министерства иностранных дел Российской Федерации[16].
- Благодарность президента Российской Федерации (11 апреля 2014) — за достигнутые трудовые успехи, значительный вклад в социально-экономическое развитие Российской Федерации, заслуги в гуманитарной сфере, укреплении законности и правопорядка, активную законотворческую и общественную деятельность, многолетнюю добросовестную работу[17].

## Дипломатический ранг
Чрезвычайный и полномочный посол (9 сентября 1999).

## Классный чин
- Действительный государственный советник юстиции Российской Федерации 3 класса (9 июля 2010)[10][19].